# Monte-Carlo Rolex Masters 2016
Giải đấu Monte-Carlo Masters 2016 là một giải quần vợt nam, thi đấu từ 10 tháng 4 đến 17 tháng 4 năm 2016, trên mặt sân đất nện ngoài trời. Đây là lần thứ 110 giải đấu được tổ chức, tài trợ bởi Rolex lần thứ 8. Giải được tổ chức tại Monte Carlo Country Club ở Roquebrune-Cap-Martin, Pháp (thường được coi là tại Monte Carlo, Monaco).

## Điểm số
Nhà vô địch được thưởng 1000 điểm trên bảng xếp hạng ATP.
| Nội dung | W     | F   | SF  | QF  | Vòng 16 | Vòng 32 | Vòng 64 | Q  | Q2 | Q1 |
| Đơn nam  | 1,000 | 600 | 360 | 180 | 90      | 45      | 10      | 25 | 16 | 0  |
| Đôi nam  | 1,000 | 600 | 360 | 180 | 90      | 45      | 0       | —  | —  | —  |

## Các tay vợt tham dự vòng đấu chính

### Hạt giống
| Quốc gia | Tay vợt               | Thứ hạng | Hạt giống |
| -------- | --------------------- | -------- | --------- |
| SRB      | Novak Djokovic        | 1        | 1         |
| GBR      | Andy Murray           | 2        | 2         |
| SUI      | Roger Federer         | 3        | 3         |
| SUI      | Stan Wawrinka         | 4        | 4         |
| ESP      | Rafael Nadal          | 5        | 5         |
| CZE      | Tomáš Berdych         | 7        | 6         |
| ESP      | David Ferrer          | 8        | 7         |
| FRA      | Jo-Wilfried Tsonga    | 9        | 8         |
| FRA      | Richard Gasquet       | 10       | 9         |
| CAN      | Milos Raonic          | 12       | 10        |
| BEL      | David Goffin          | 13       | 11        |
| AUT      | Dominic Thiem         | 14       | 12        |
| FRA      | Gaël Monfils          | 16       | 13        |
| ESP      | Roberto Bautista Agut | 17       | 14        |
| FRA      | Gilles Simon          | 19       | 15        |
| FRA      | Benoît Paire          | 22       | 16        |

- Bảng xếp hạng vào ngày 4 tháng 4 năm 2016

### Các tay vợt khác
Các tay vợt dưới đây nhận được wildcards để vào thẳng vòng đấu chính:
- Marco Cecchinato
- Lucas Pouille
- Andrey Rublev
- Fernando Verdasco

Các tay vợt dưới đây đã vượt qua vòng loại:
- Taro Daniel
- Damir Džumhur
- Daniel Gimeno-Traver
- Pierre-Hugues Herbert
- Filip Krajinović
- Stéphane Robert
- Jan-Lennard Struff

Tay vợt dưới đây nhận được suất lucky loser:
- Marcel Granollers

### Bỏ cuộc
Trước giải đấu
- Marin Čilić →thay thế bởi Íñigo Cervantes
- David Ferrer →thay thế bởi Marcel Granollers
- Tommy Haas →thay thế bởi Alexander Zverev
- Martin Kližan →thay thế bởi Nicolás Almagro
- Tommy Robredo →thay thế bởi Adrian Mannarino
- Bernard Tomic →thay thế bởi Robin Haase

## Các đôi vợt thi đấu vòng chính

### Hạt giống
| Quốc gia | Tay vợt                | Quốc gia | Tay vợt          | Thứ hạng | Hạt giống |
| -------- | ---------------------- | -------- | ---------------- | -------- | --------- |
| NED      | Jean-Julien Rojer      | ROU      | Horia Tecău      | 7        | 1         |
| CRO      | Ivan Dodig             | BRA      | Marcelo Melo     | 11       | 2         |
| FRA      | Pierre-Hugues Herbert  | FRA      | Nicolas Mahut    | 11       | 3         |
| GBR      | Jamie Murray           | BRA      | Bruno Soares     | 13       | 4         |
| USA      | Bob Bryan              | USA      | Mike Bryan       | 15       | 5         |
| IND      | Rohan Bopanna          | ROU      | Florin Mergea    | 24       | 6         |
| FRA      | Édouard Roger-Vasselin | SRB      | Nenad Zimonjić   | 33       | 7         |
| POL      | Łukasz Kubot           | POL      | Marcin Matkowski | 45       | 8         |

- Bảng xếp hạng vào ngày 4 tháng 4 năm 2016

### Các đôi vợt khác
Các đôi vợt sau nhận được suất đặc cách vào vòng đấu chính:
- Fabio Fognini /  Paolo Lorenzi
- Rafael Nadal /  Fernando Verdasco

### Bỏ cuộc
Trong giải đấu
- Fernando Verdasco

## Vô địch

### Đơn nam
- Rafael Nadal thắng  Gaël Monfils, 5–7, 7–5, 6–0

### Đôi nam
- Pierre-Hugues Herbert /  Nicolas Mahut thắng  Jamie Murray /  Bruno Soares, 4–6, 6–0, [10–6]